# Pàvel Tonkov
Pàvel Serguéievitx Tonkov (en rus: Павел Сергеевич Тонков; Ijevsk, 9 de febrer de 1969) va ser un ciclista rus, que fou professional entre 1992 i 2005. Durant la seva carrera esportiva aconseguí més de 30 victòries, sent la més important el Giro d'Itàlia de 1996. Era un ciclista molt complet, destacant sobretot en la muntanya, però que amb el temps anà millorant en la contrarellotge.
Tonkov va formar part de la darrera generació de ciclistes soviètics. En les categories inferiors aconseguí més de 100 victòries, entre elles el Campionat del món júnior de 1987. El 1992 va passar al professionalisme de la mà de l'equip Lampre.
Tonkov sempre va rendir a un gran nivell al Giro d'Itàlia on a banda de guanyar l'edició de 1996 fou segon en les dues posteriors edicions i guanyà fins a 7 etapes. A la Volta a Espanya guanyà 2 etapes i quedà dues vegades entre els 5 primers.

## Palmarès
- 1987
  -  Campió del món júnior en ruta
- 1988
  - 1r a la Volta a Hessen
- 1989
  - 1r al Duo Normand, amb Romes Gainetdinov
  - 1r a la Volta a Eslovàquia
  - 1r al Tour du Poitou-Charentes i vencedor d'una etapa
  - Vencedor d'una etapa del Tour de Loir i Cher
- 1990
  - Vencedor d'una etapa de la Cursa de la Pau
- 1991
  - 1r a la Volta a Xile
- 1992
  - 1r a la Settimana Ciclistica Lombarda i vencedor de 2 etapes
  -  1r de la Classificació dels joves al Giro d'Itàlia
- 1993
  -  1r de la Classificació dels joves al Giro d'Itàlia
  - Vencedor d'una etapa de la Volta a Suïssa
- 1994
  - Vencedor d'una etapa del Midi Libre
  - Vencedor d'una etapa de la Settimana Ciclistica Lombarda
- 1995
  - 1r a la Volta a Suïssa i vencedor d'una etapa
- 1996
  -  1r al Giro d'Itàlia i vencedor d'una etapa
  - 1r a la Settimana Ciclistica Lombarda i vencedor de 3 etapes
  - Vencedor d'una etapa del Tour de Romandia
- 1997
  - 1r al Tour de Romandia i vencedor d'una etapa
  - 1r al Giro dels Apenins
  - 1r al Trofeo dello Scalatore i vencedor d'una prova
  - Vencedor de 3 etapes del Giro d'Itàlia
  - Vencedor de 2 etapes de la Volta a Espanya
- 1998
  - 1r al Giro dels Apenins
  - 1r a la Settimana Ciclistica Lombarda i vencedor de 2 etapes
  - Vencedor d'una etapa del Giro d'Itàlia
- 1999
  - 1r a la LuK Cup
- 2002
  - Vencedor d'una etapa del Giro d'Itàlia
- 2004
  - Vencedor d'una etapa del Giro d'Itàlia
- 2005
  - 1r a la Clàssica d'Alcobendas

### Resultats al Tour de França
- 1994. Abandona (14a etapa)
- 1995. Abandona (13a etapa)
- 1999. No surt (17a etapa)

### Resultats al Giro d'Itàlia
- 1992. 7è de la classificació general.  1r de la Classificació dels joves
- 1993. 5è de la classificació general.  1r de la Classificació dels joves
- 1994. 4è de la classificació general
- 1995. 6è de la classificació general
- 1996.  1r de la classificació general. Vencedor d'una etapa
- 1997. 2n de la classificació general. Vencedor de 3 etapes. Porta la maglia rosa durant 11 etapes
- 1998. 2n de la classificació general. Vencedor d'una etapa
- 2000. 5è de la classificació general
- 2002. 5è de la classificació general. Vencedor d'una etapa
- 2003. Abandona (14a etapa).
- 2004. 13è de la classificació general. Vencedor d'una etapa

### Resultats a la Volta a Espanya
- 1997. Abandona. Vencedor de 2 etapes
- 1999. 4t de la classificació general
- 2000. 3r de la classificació general
- 2002. 67è de la classificació general
- 2004. Abandona (11a etapa)